# Russula claroflava
Russula claroflava es una especie de hongo basidiomiceto de la familia Russulaceae.

## Características
El sombrero (píleo) es convexo aplanado y cuando madura está hundido en el centro, puede medir hasta 10 cm de diámetro, su color es amarillento, el estipe es cilíndrico, firme y recto, de color blanquecino y  puede  tener un grosor de 2 cm.
Se encuentra en lugares húmedos de los bosques, bajo los abedules y álamos, en toda Europa y América del Norte, en el verano y en el otoño.

## Comestibilidad
Es comestible, su sabor es suave y afrutado, considerado como bueno para comer.